# 国鉄テキ1形貨車 (初代)
国鉄テキ1形貨車（こくてつテキ1がたかしゃ）は、かつて日本国有鉄道（国鉄）およびその前身である鉄道省等に在籍した鉄製有蓋車である。

## 概要
本形式は、1910年（明治43年）に汽車製造で5両が製造された25t 積二軸ボギー鉄製有蓋車である。製造当時の形式番号はホテワ1形（ホテワ1 - ホテワ5）と称したが、1911年（明治44年）の鉄道院車両称号規程の制定によりオテワ1450形（オテワ1450 - ホテワ1454）に改番、さらに1928年（昭和3年）の車両称号規程改正によりテキ1形（初代。テキ1 - テキ5）となった。
同時期に試作されたボギー無蓋車ムボ1001形（後のトキ1形）とともに、当時としては異例の超大型貨車であったが、いずれも量産に至らなかった。
車体は全鋼製で、片側2か所に鋼製の引戸が設けられている。台枠は床下にトラスロッドの付いた平台枠である。台車は枕ばねをコイルばねとしたアーチバー台車のTR15で、最高運転速度は65km/h、車軸は10t 短軸である。荷室の寸法は、長さ9,335mm、幅2,426mm、高さ2,349mm、容積46.8m3である。車体の長さは9,728mm、全長は10,137mm、全幅は2,642mm、全高は3,423mm、台車中心間距離は6,706mm、自重は12.2t - 14.1t である。
本形式は、大垣駅および垂井駅に常備され、特定ユーザー向けに工業用生石灰の輸送に使用されたと推定されている。太平洋戦争後まで在籍し、1955年（昭和30年）3月1日に最後の1両（テキ1）が廃車となり形式消滅した。